# Liste der Bodendenkmäler in Hörstel
Die Liste der Bodendenkmäler in Hörstel enthält die denkmalgeschützten unterirdischen baulichen Anlagen, Reste oberirdischer baulicher Anlagen, Zeugnisse tierischen und pflanzlichen Lebens und paläontologischen Reste auf dem Gebiet der Stadt Hörstel im Kreis Steinfurt in Nordrhein-Westfalen (Stand: Juli 2020). Diese Bodendenkmäler sind in Teil B der Denkmalliste der Stadt Hörstel eingetragen; Grundlage für die Aufnahme ist das Denkmalschutzgesetz Nordrhein-Westfalen (DSchG NRW).
| Bild | Bezeichnung               | Lage                                                         | Beschreibung | Bauzeit | Eingetragen seit | Denkmal- nummer |
| ---- | ------------------------- | ------------------------------------------------------------ | --- | ------- | ---------------- | --------------- |
|      | Grabhügel, Gräberfeld     | Riesenbeck Birgter Feld, östlich Saerbecker Damm             | Durchmesser:23,0 m, Höhe: 1,10 m; durch zentralen Bodeneingriff stark gestört. Aufgrund seiner Größe ist als Entstehungszeit des Grabhügels die späte Jungsteinzeit/frühe Bronzezeit anzunehmen. Der Grabhügel liegt im Bereich eines im Gelände obertätig nicht sichtbaren vorgeschichtlichen Gräberfeldes, von dem mehrere Funde (Urnen etc.) bekannt sind. Siedlungsgeschichtlich und wissenschaftlich von Bedeutung. Nutzungsart zum Zeitpunkt der Eintragung: forstwirtschaftliche Fläche. Nach einer mündlichen Mitteilung soll während des 2. Weltkrieges in dem Grabhügel ein Erdbunker angelegt worden sein. Das dafür verwendete Holzmaterial wurde nach Kriegsende wieder entfernt. |         | 21.06.1989       | 1 a+b           |
|      | Grabhügel                 | Riesenbeck Riesenbecker Berg                                 | Durchmesser: 15,0 m, Höhe: 0,80 m; Hügel mit Spuren eines zentralen Bodeneingriffs. Aufgrund seiner Größe ist als Entstehungszeit des Grabhügels die späte Jugendzeit/frühe Bronzezeit (ca. 2.000 - 1.500 v. Chr.) anzunehmen. Siedlungsgeschichtlich und wissenschaftlich von Bedeutung. Nutzungsart zum Zeitpunkt der Eintragung: forstwirtschaftliche Fläche. |         | 21.06.1989       | 2               |
|      | 2 Grabhügel               | Riesenbeck Riesenbecker Berg                                 | Nr. 36: Durchmesser: 20,0 m, Höhe: 0,80 m; abgeflachter Hügel, Südseite durch Schanzlöcher deformiert. Nr. 37: Durchmesser: 12,0 m, Höhe: ca. 1 m; Hügel durch zentralen Stellungsbau und Schanzarbeiten gestört. Aufgrund seiner Größe ist als Entstehungszeit des Hügels Nr. 36 die späte Jungsteinzeit/frühe Bronzezeit (ca. 2.000 - 1.500 v. Chr.) anzunehmen; Grabhügel 37 dürfte in der jüngeren Bronzezeit/älteren Eisenzeit (ca. 1.000 – 800 v. Chr.) angelegt worden sein. Siedlungsgeschichtlich und wissenschaftlich von Bedeutung. Nutzungsart zum Zeitpunkt der Eintragung: forstwirtschaftliche Fläche. |         | 21.06.1989       | 3               |
| BW   | Burg Bevergern            | Bevergern Dechant-Freude-Weg, Auf der Burg, Burgstraße Karte | Burg Bevergern, Mittelalterliche Burganlage. Erster Bau entweder in der 1. Hälfte des 12. Jh. durch den Bischof von Münster oder in der 1. Hälfte des 14. Jahrhunderts durch die Tecklenburger Grafen. 1885 Eroberung Bevergern durch münsterische Truppen, möglicherweise Beschädigung der Burg. 1387 Rückgabe der Burg an Graf Otto von Tecklenburg. 1400 Eroberung Bevergern durch Bischof Otto IV von Hoya. Abtretung von Burg und Ort an den Bischof. 1457 an Gegenbischof Erich von Hoya. 1466 an Herzog Kleve. 1560 Umbauten unter Bischof Bernhard von Raesfeld. 1622 Reparaturen. 1633 an Heinrich von Oranien. 1652 Eroberung durch Chr. Bernhard v. Galen. 1680 Sprengung unter Bischof Ferdinand II. Rechteckige, vierflügelige Anlage mit vier Ecktürmen und einem großen Turm an der Nordseite, Umgräftung mit Zugbrücke im N. Vorburg. Im S bildete das Vorgelände der Burg zur Aa gleichzeitig die Stadtbefestigung. Bei Bauarbeiten (Lehrerwohnungen, Schule) wiederholt Mauerreste aufgedeckt, zuletzt 1990 sog. Küchenturm bei Bauarbeiten am Jugendheim. Untertägig erhalten Mauerreste, Fundamente, Fußböden, Umgräftungen, Kleinfunde. Az. Westf. Museum für Archäologie: MKZ. 3711,67. Siedlungsgeschichtlich und wissenschaftlich von Bedeutung. Literatur: K.E. Mummenhoff, Die Profanbaukunst im Oberschrift Münster von 1450 bis 1650. Münster (1961), 115 ff. BKW Tecklenburg, 19 ff. Nutzung zum Zeitpunkt der Eintragung: Gebäude- und Freifläche, Verkehrsfläche, Gärten. |         | 03.02.1992       | 4               |
|      | Grabhügel                 | Riesenbeck Postdamm                                          | 2 Grabhügel als Reste eines Grabhügelfeldes 1. Mkz. 3711,61: Grabhügel, Durchmesser ca. 8,0 m, Höhe ca. 0,4 m. Im Zentrum stärkere Antrichterung, wohl Rest einer alten Raubgrabung. 2. Mkz 3711,62: Grabhügel, Durchmesser ca. 8,0 m, Höhe ca. 0,5 m. Gleichmäßig gerundete Kuppe ohne nennenswerte Störungen. Az. Westf. Museum für Archäologie: Mkz. 3711,61; 62. Nutzung zum Zeitpunkt der Eintragung: forstwirtschaftlich genutzte Fläche. |         | 14.01.1993       | 5               |
|      | Grabhügel                 | Riesenbeck Lager Berg                                        | Durchmesser: 14,0 m, Höhe: 0,6 m. Gut erhaltener Grabhügel mit etwas abgeflachter Kuppe. Der Grabhügel liegt auf dem Kamm des Lager Berges. Im Süden geht der Grabhügel in den Steilhang des Lager Berges über. Der Grabhügel ist Teil einer größeren Kette von Hügeln auf dem Kamm des Riesenbecker und Lager Berges. Az. Westf. Museum für Archäologie: Mkz. 3711,59. Siedlungsgeschichtlich und wissenschaftlich von Bedeutung. Nutzung zum Zeitpunkt der Eintragung: forstwirtschaftlich genutzte Fläche. |         | 14.01.1993       | 6               |
|      | Grabhügel                 | Riesenbeck Mittelbergweg                                     | Durchmesser: 15,0 m, Höhe: 0,90 m; Hügel mit zentralen Bodeneingriff, Westseite angegraben. Aufgrund seiner Größe ist als Entstehungszeit des Grabhügels die späte Jungsteinzeit/frühe Bronzezeit anzunehmen. Az. Westf. Museum für Archäologie: Mkz. 3711,29. Siedlungsgeschichtlich und wissenschaftlich von Bedeutung. Nutzungsart zum Zeitpunkt der Eintragung: forstwirtschaftliche Fläche. |         | 14.01.1993       | 7               |
| BW   | Klosteranlage Gravenhorst | Hörstel Klosterstraße Karte                                  | Die Klosteranlage Gravenhorst ist nach § 2 DSchG ein Bodendenkmal, weil der in ihrem Bereich erhaltende Bodenbefund Erkenntnismöglichkeiten zur baulichen Entwicklung und zu Lebens- und Wirtschaftsformen eines mittelalterlichen und frühneuzeitlichen Frauenklosters enthält. Dazu sind dort Relikte frühindustrieller Produktion aus dem 19. Jahrhundert erhalten und möglicherweise auch Spuren einer volksklösterlichen Hofanlage bewahrt. Der Bereich der Klosteranlage ist insofern bedeutend für die Geschichte des Menschen und die Entwicklung der Arbeits- und Produktionsverhältnisse. Für die Erhaltung des Befundes liegen auch wissenschaftliche Gründe vor: Der Bereich soll auch künftigen archäologischen Forschungen als aussagekräftige Erkenntnisquelle unbeeinträchtigt zur Verfügung stehen. |         | 19.04.2004       | 8               |